# كنيسة ودير القديس جوارجيوس

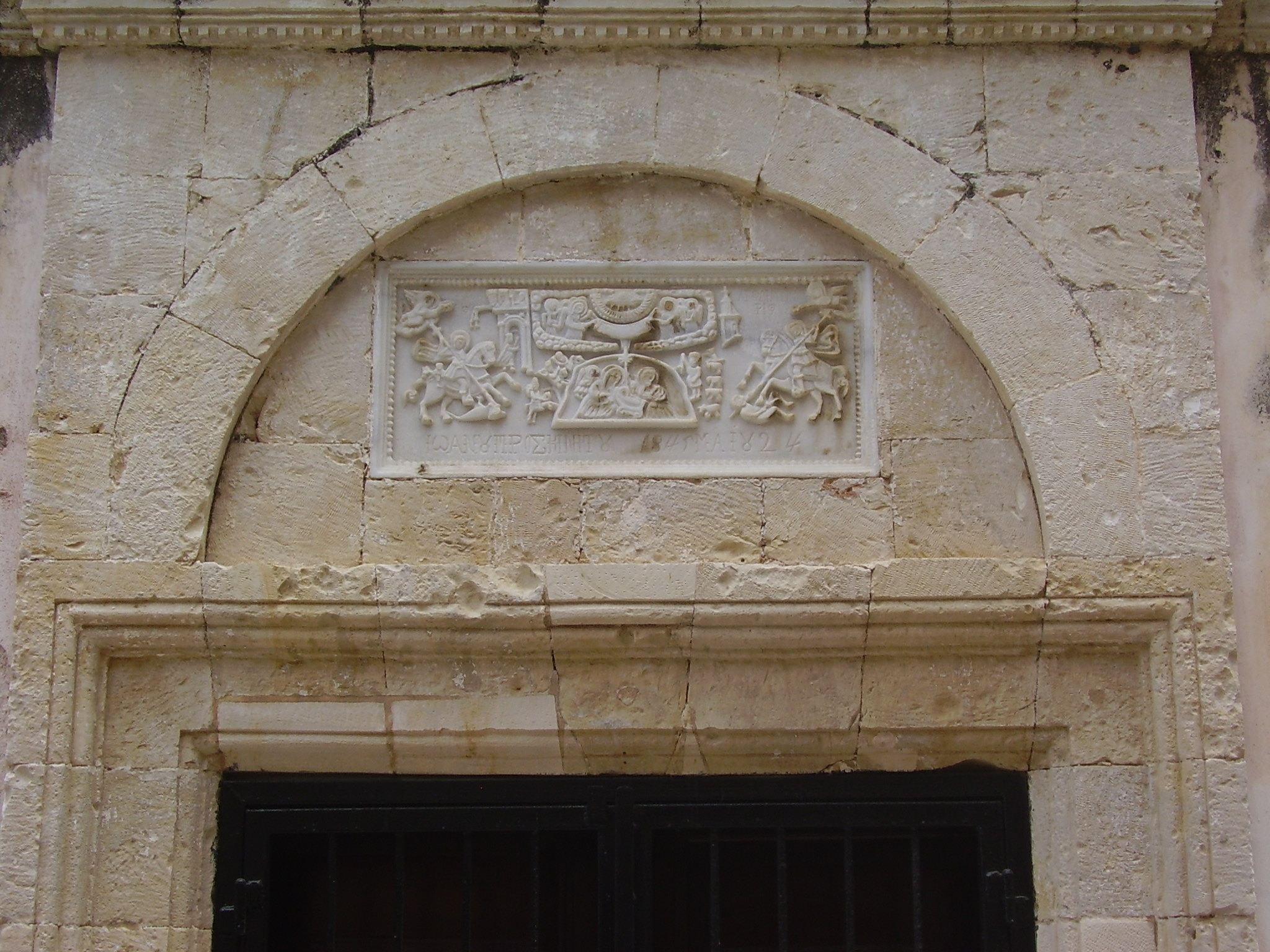
كنيسة القدّيس جوارجيوس.

كنيسة ودير القديس جوارجيوس هي كنيسة أرثوذكسية شرقية تقع في مدينة عكا شمال فلسطين، وهي تعود إلى فترة الصليبيين ومبنية على أثار كنيسة بيزنطية ، وقد غلفت جدران الكنيسة من الداخل بالخشب المحفور.
إلى الشرق من الكنيسة وعلى بعد نحو خمسة امتار يوجد دير آخر شيد على انقاض مبانٍ صليبية ويقيم في هذا الدير (الأنطش) رجال الدين الذين يعملون في الكنيسة بالإضافة إلى مطران الجليل للروم الأرثوذكس. هنالك لائحة على الدير من الرخام منقوش عليها اسم أميرالين بريطانيين سقطا أثناء معارك عكا سنة 1799 وسنة 1840.